# Ołtarz w Blaubeuren

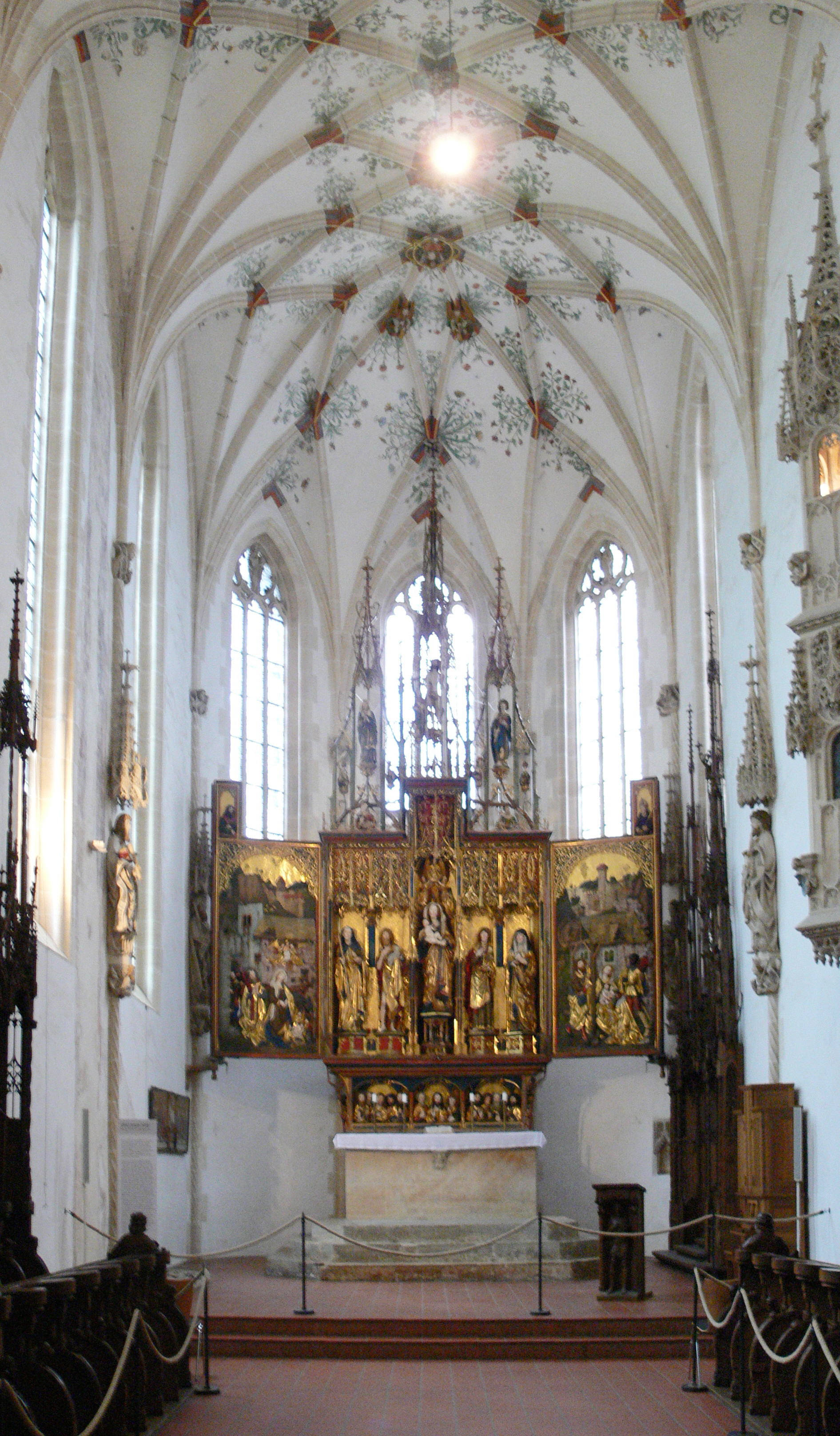
Wnętrze kościoła w Blaubeuren z widokiem na ołtarz główny

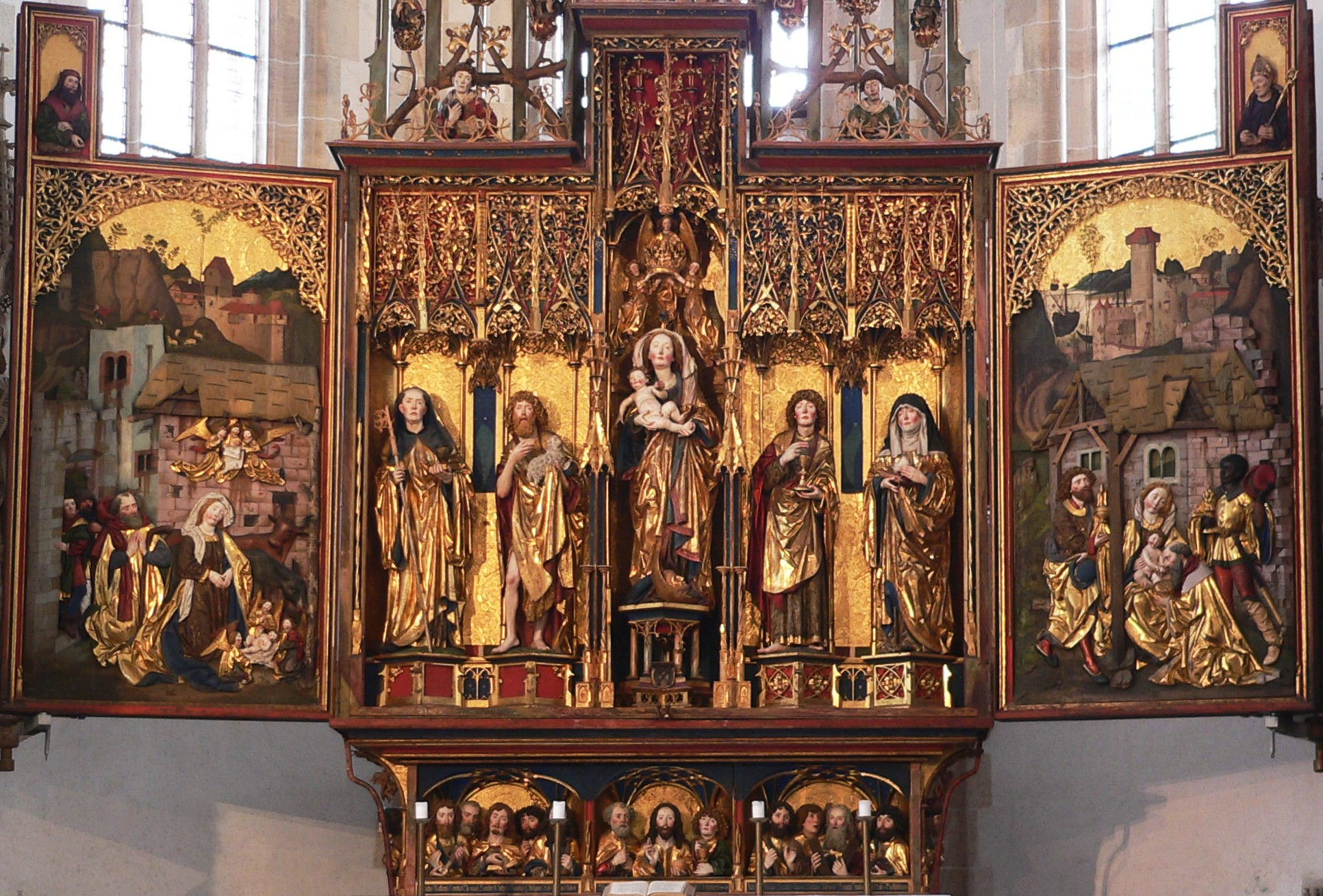
Ołtarz otwarty

Ołtarz w Blaubeuren – ołtarz znajdujący się w kościele św. Jana Chrzciciela, będącym częścią dawnego opactwa o.o. Benedyktynów w Blaubeuren koło Ulm w południowych Niemczech (Badenia-Wirtembergia). Jest przykładem niemieckiej sztuki doby gotyku, dziełem rzeźbiarzy i malarzy związanych z tzw. szkołą ulmską. 

## Wygląd
Na mensie ołtarza głównego zostało postawione wysokie na 12 metrów retabulum w kształcie poliptyku. Ten szafiasty ołtarz ma dwie pary ruchomych skrzydeł. Skrzydła zewnętrzne, rewersy skrzydeł wewnętrznych, oraz skrzydła predelli ozdobiono malowanymi obrazami. Po otwarciu wszystkich skrzydeł (otwierano je jedynie w największe święta i uroczystości kościelne) ukazują się rzeźby, które tworzą szereg cykli figuralnych. Predella oraz bogato dekorowane ażurowe zwieńczenie posiadają także zespół pełnoplastycznych figur.

### Ołtarz zamknięty
Skrzydła zamknięte zawierają cztery większe i dwie mniejsze tablice malowane. Przedstawiają one wybrane sceny z Pasji cztery główne, w których ukazano mniejsze w kompozycji symultanicznej. 
- skrzydło lewe, obraz górny: Ostatnia wieczerza, Modlitwa w Ogrojcu oraz Pojmanie
- skrzydło lewe, obraz dolny: Wyrok Piłata, Niesienie krzyża, Przybicie do krzyża
- skrzydło prawe, obraz górny: Biczowanie, Cierniem koronowanie, Ecce Homo
- skrzydło prawe, obraz dolny: Opłakiwanie, Ukrzyżowanie, Zmartwychwstanie

Ponadto w górnej części znajdują się niewielkie dwie kwatery wieńczące z malowanymi wizerunkami proroków Izajasza i Jakuba.

### Pierwsza odsłona
Po pierwszym otwarciu widoczne są malowane kwatery przedstawiające cykl epizodów z życia patrona kościoła Jana Chrzciciela. Każda z kwater zawiera po dwa malowidła:
- skrzydło skrajne lewe, kwatera górna: Zachariasz w świątyni i Nawiedzenie Elżbiety
- skrzydło skrajne lewe, kwatera dolna: Spotkanie Jana Chrzciciela z Jezusem i Chrzest Chrystusa

- skrzydło środkowe lewe, kwatera górna: Narodziny i Obrzezanie Jana Chrzciciela
- skrzydło środkowe lewe, kwatera dolna: Kazanie do Heroda i Pojmanie Jan Chrzciciela

- skrzydło środkowe prawe, kwatera górna: Pożegnanie starców i Kazanie do ludu
- skrzydło środkowe prawe, kwatera dolna: Ścięcie Jana Chrzciciela i Uczta Heroda

- skrzydło skrajne prawe, kwatera górna: Chrzest w Jordanie i Odmowa zarzutów
- skrzydło skrajne prawe, kwatera dolna: Złożenie ciała i Pochówek głowy Jana

Zamknięte skrzydła predelli zawierają obrazy z wizerunkiem Agnus Dei w otoczeniu popiersi czterech Ewangelistów oraz świętych Benedykta i Jana Chrzciciela. Od strony wschodniej tj. po obejściu ołtarza na predelli znajdują się popiersia świętych biskupów oraz Weroniki i Scholastyki.

### Druga odsłona
Po odsłonięciu drugiej pary skrzydeł ukazuje się część rzeźbiona ołtarza. 
Na predelli zostały przedstawione popiersia Chrystusa i 12 Apostołów. Powyżej, w części głównej pięć naturalnej wielkości figur. Centralną część zajmuje Madonna z Dzieciątkiem, koronowana przez dwa unoszące się anioły. Marii asystują postaci świętych Jana Chrzciciela – patrona kościoła, Benedykta – założyciela zakonu (po prawicy), oraz Jana Ewangelisty i siostry św. Benedykta, założycielki zakonu Benedyktynek – Scholastyki (po lewicy). Powyżej, na zwieńczeniu w formie trzech ażurowych wież znajduje się pośrodku Chrystus w typie Vir Dolorum, po bokach Maria i św. Jan Ewangelista oraz anioły trzymające arma Christi – narzędzia Męki Pańskiej. Ponadto umieszczono popiersia świętych Szczepana, Wawrzyńca, czterech doktorów Kościoła, oraz grafa z Tybingi i Rucka.
Na skrzydłach bocznych ołtarza otwartego znajdują się płaskorzeźbione sceny Bożego Narodzenia (lewe skrzydło) oraz Pokłonu Trzech Króli (prawe skrzydło). Powyżej znajdują się popiersia grafa Eberharta im Barte i biskupa Heinricha Fabri.

## Galeria

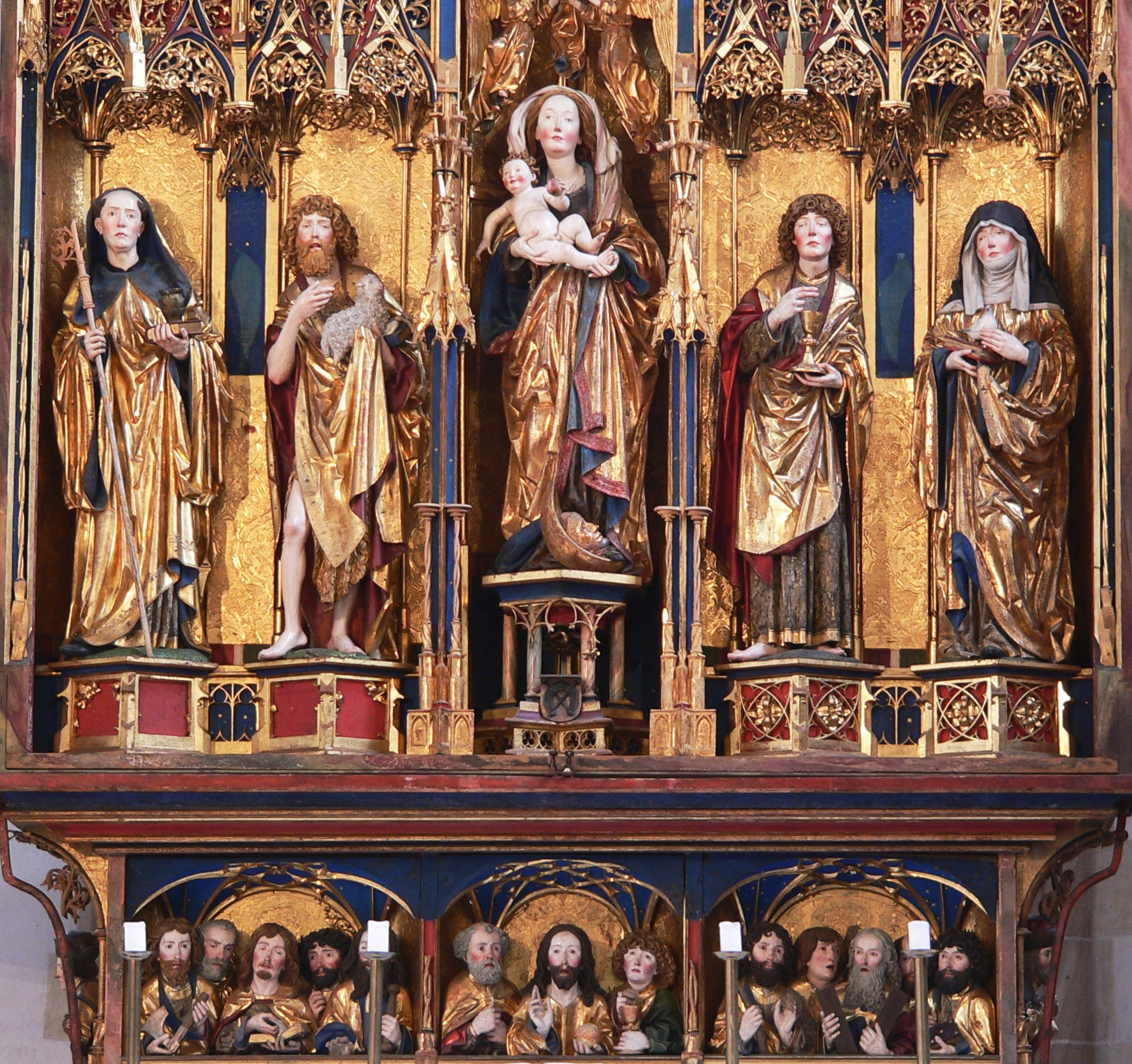
Część środkowa ołtarza
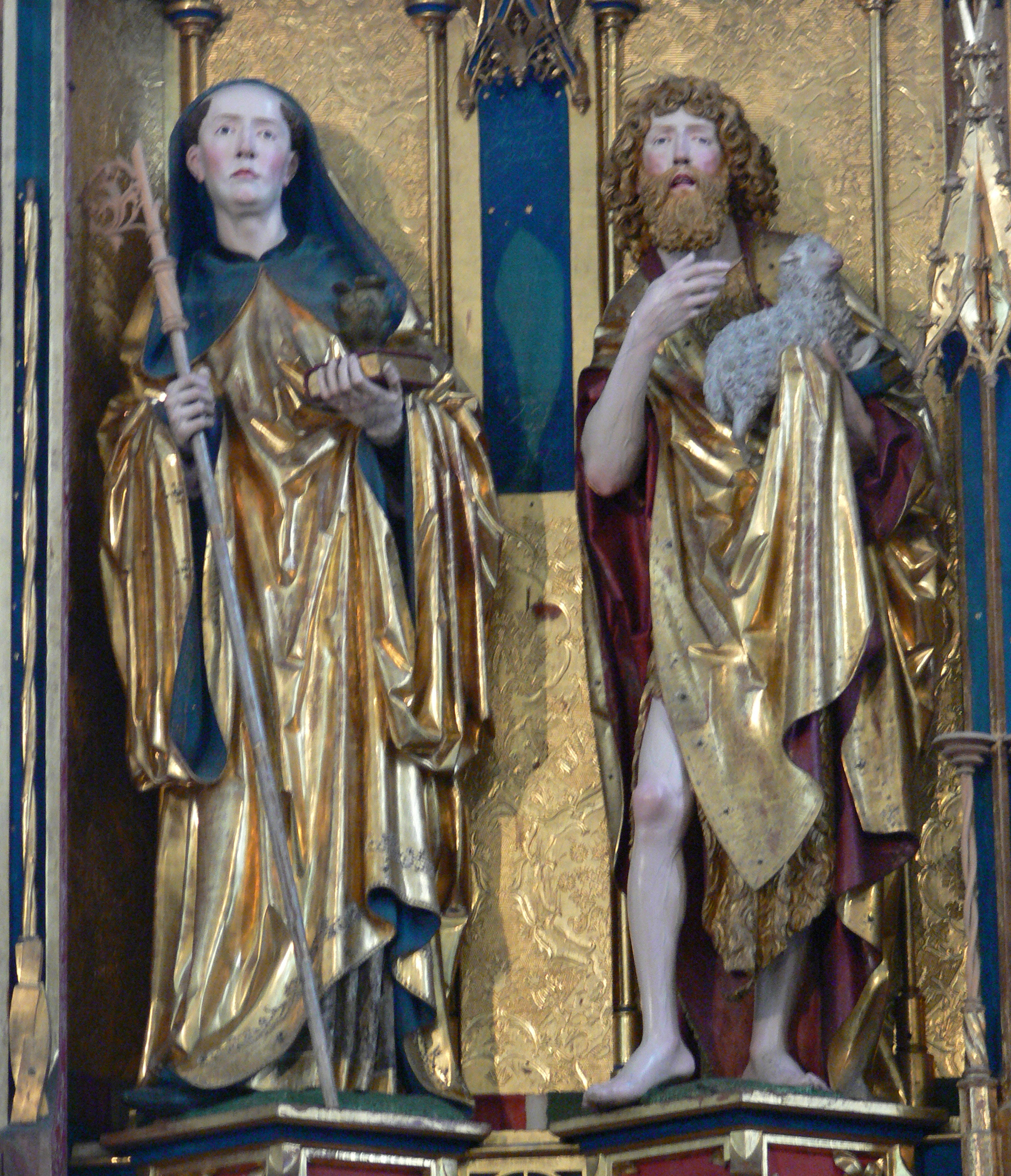
Św. Benedykt i Jan Chrzciciel
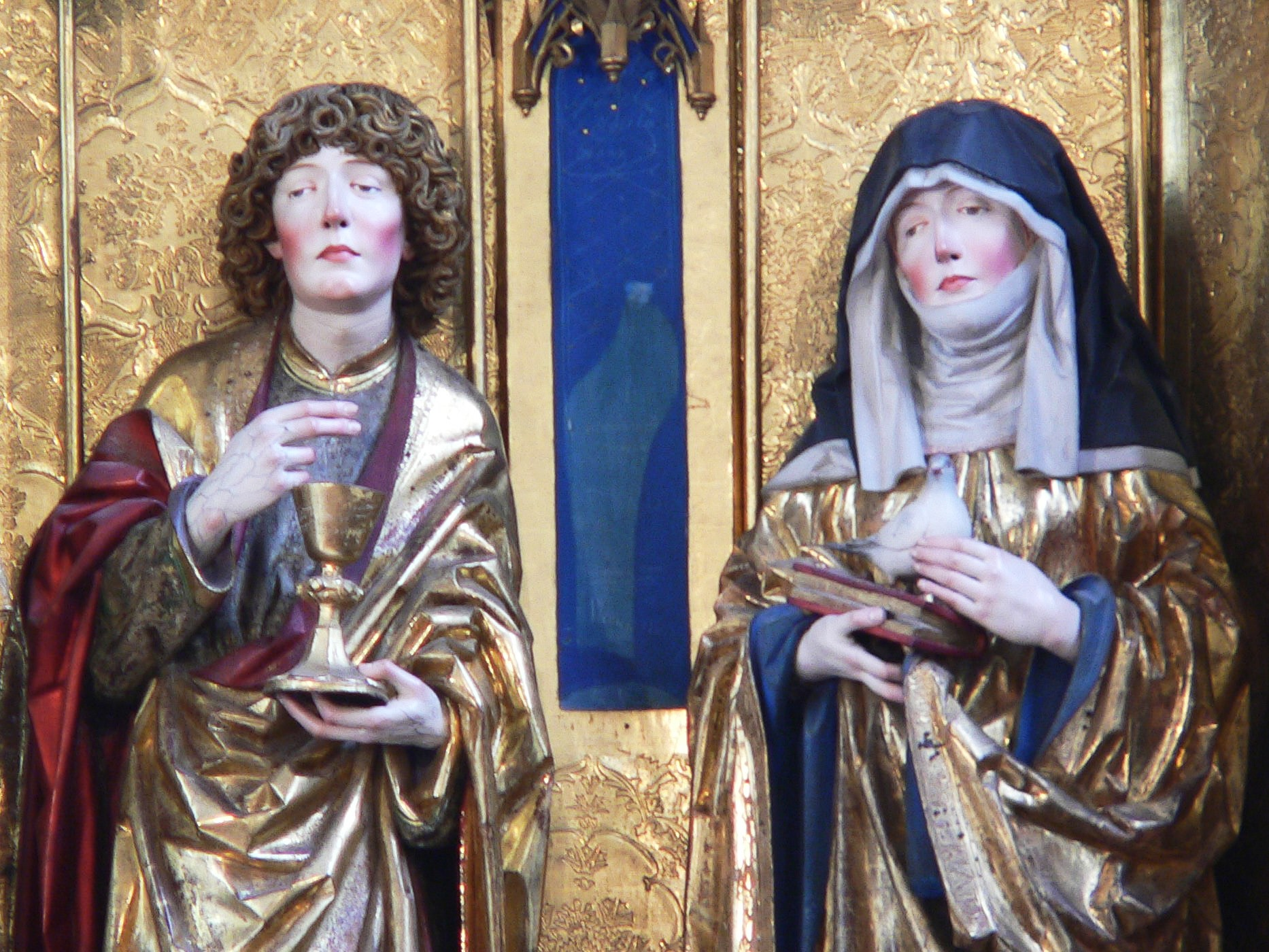
Św. Jan Ewangelista i Scholastyka
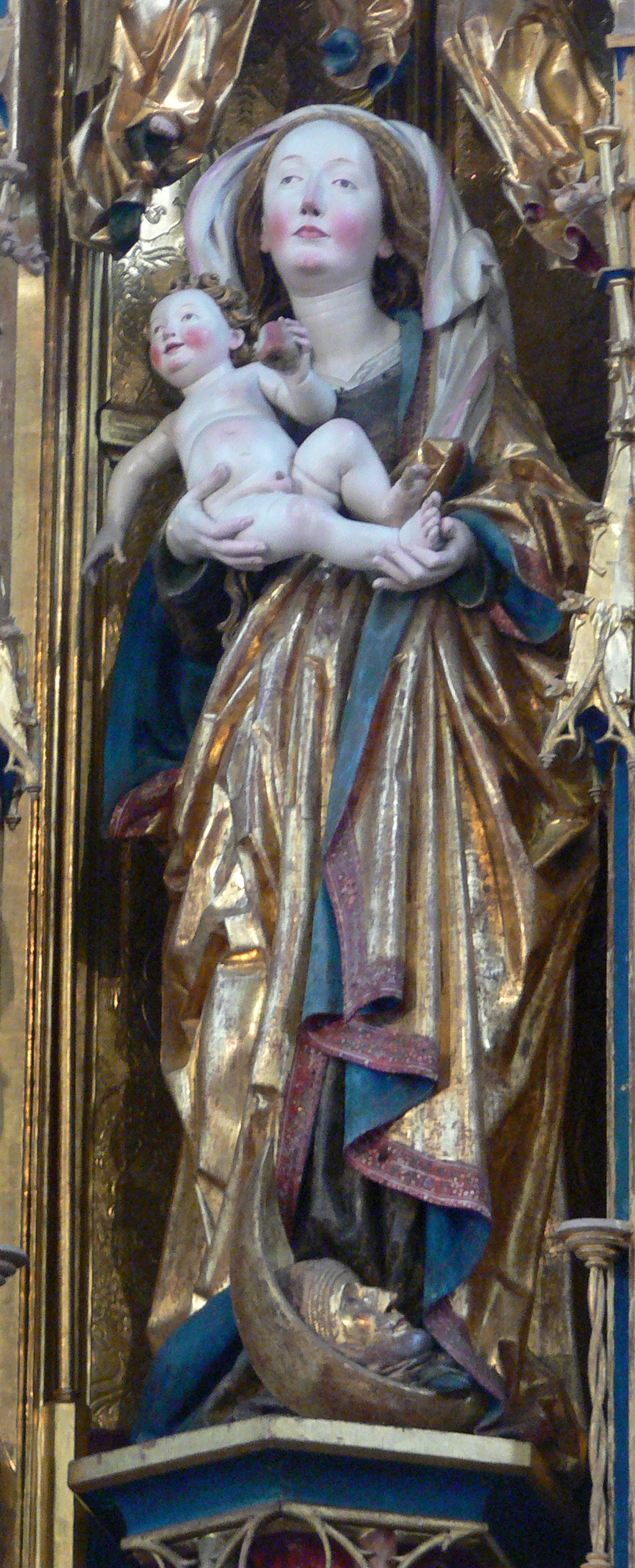
Madonna z Dzieciątkiem
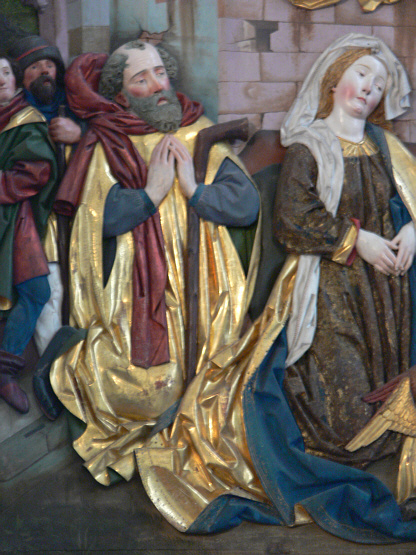
Boże Narodzenie (fragment)
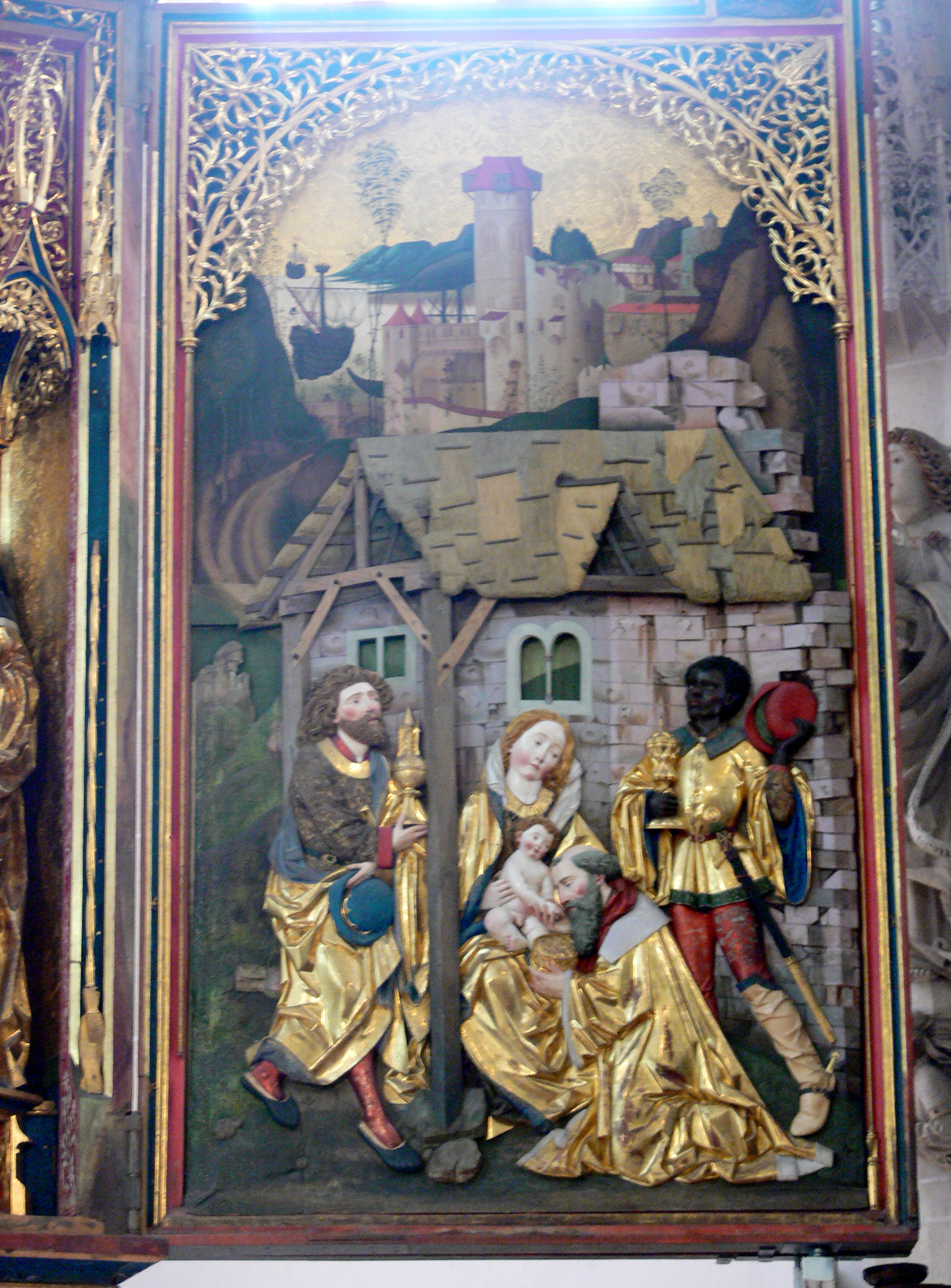
Pokłon Trzech Króli
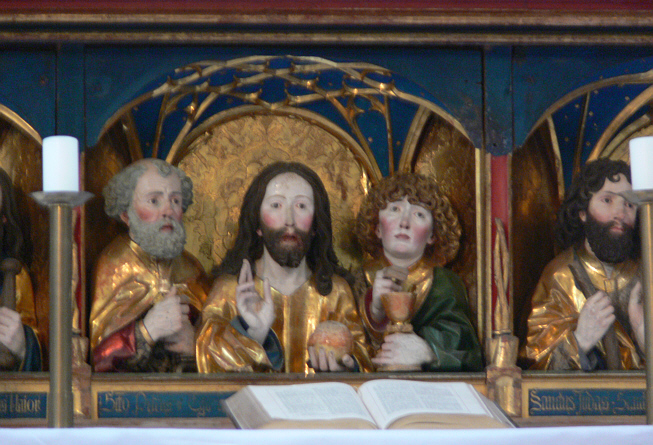
Ostatnia Wieczerza (fragment predelli)
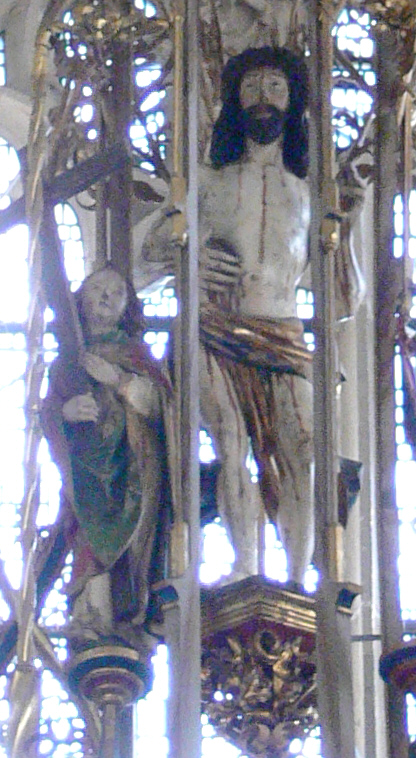
Chrystus jako Vir Dolorum

## Analiza
Ukończony ok. 1493/1494 poliptyk wiązany jest z biskupem Henrykiem III Fabrim, który będąc jeszcze opatem liczącego już ponad cztery wieki klasztoru w Blaubeuren (założonego w 1085 przez grafów z Tybingi, Anselma i Hugona) dokonał gruntownej rozbudowy opactwa. Za jego rządów wzniesiono w 1491 nowy późnogotycki kościół, ponadto rozbudowano klasztor i wzbogacono zbiory biblioteczne. Wcześniej, wraz z grafem Ebehardem im Barte Wirtemberskim przyczynił się do założenia uniwersytetu w Tybindze. Tenże również był związany z klasztorem w Blaubeuren, na prawym skrzydle otwartego retabulum widać jego popiersie, zaś po drugiej stronie widnieje postać biskupa. 
Ołtarz główny w Blaubeuren jest dziełem rzeźbiarzy i malarzy z Ulm. Rzeźby wykonał Michel Erhart, dekorację snycerską przypisuje się Jörgowi Syrlinowi Młodszemu. Cykle malowideł przypisuje się Bartholomäusowi Zeibtlomowi (obrazy ołtarza zamkniętego) i Bernhardowi Strigelowi. Reprezentowali oni powstały w ostatniej tercji nurt realistyczny (tzw. „styl łamany”), który powstał w Ulm i na terenie Szwabii. Wielu artystów jednocześnie tworzyło rzeźby i ołtarzowe malowidła. Hans Multscher, który uważany jest za jednego z pierwszych twórców nowej myśli realistyczno-naturalistycznej w sztuce gotyckiej jest tego przykładem. W przypadku Michela Erharta malarstwo ograniczyło się do pokrycia polichromią rzeźb. Pomimo nowego stylu, nie zapomniano o dworskości i reprezentacyjności, co widoczne jest w rzeźbach otwartego ołtarza.